# يوسف الموصلي (موسيقي)
يوسف الموصلي وهو من مواليد الخرطوم هو موسيقي سوداني، من ركائز الموسيقي السودانية عمل على تلحين عدد من الاغاني وساهم في تطوير الموسيقي السو دانية.

## النشأة
ولد الموصلي بالخرطوم غرب وتلقي تعليمه منذ المرحلة الابتدائية، وثم درس بالاهلية الوسطي، والانجيلية المصرية، ودرس الثانوية بمدرسة جمال عبد الناصر، واتجه الموصلي إلى تعلم الموسيقى بالمعهد العالي للموسيقي والمسرح، (تأليف وتوزيع) ونال الماجستير كونسرفتوار القاهرة، وماجستير من جامعة ايوا الامريكية في مجال تاليف الموسيقي الالكترونية، وعاش الموصلي أكثر من 20 عاما بالولايات المتحدة الامريكية

## مجال العمل
بحكم شغفه بالموسيقي اتجه الموصلي إلى التدريس حيث عمل مدرسا بمدرسة الخرطوم العليا والمعهد العالي للموسيقي والمسرح السودان، وله مركز الموصلي للموسيقي (الولايات المتحدة الامريكية)، وعمل الموصلي في العديد من المجالات حيث عمل مديرا لشركة جواهر للإنتاج الفني، وعمل مدير فني لشركة حصاد للإنتاج الفني.

## مشاركات الموصلي
شارك الموصلي في العديد من الفعاليات والمهرجانات حيث شارك في اوركسترا المعهد العالي للموسيقي والمسرح، ومن الاغنيات التي شارك بها (رسالة إلى أمي) غناء سمية حسن، وينك انتي يوسف الموصلي
  يوسف الموصلي  قاد اوركسترا الفرقة الماسيه ل (احمد فؤاد حسن) بجمهورية  مصر مع الفنان لراحل احمدالجابري باستوديوهات الاذاعة المصرية وايضا شارك   وايضا له اغنيات مشتركه مع  الفنان عبد اللطيف التلباني،  والفنانة زينب يونس، وايمان الطوخي، كما شارك في أغنية الطفل الثالث مع مصطفى سيد احمد، ومحمد وردي.

## الحان والتوزيع
يعتبر الموصلي من الفنانين والموسيقيين الذين اثروا الساحة الفنية بعدد من الاغنيات لحناً وغناء، حيث لحن لعدد من عمالقة الفن امثال الفنان محمد وردي في أغنية ارحل، وليل الشجن للبلابل، واغنية لؤلؤة الفنان الكابلي، واحشني أبو عركي البخيت، سوف ياتي  الفنان محمد الامين
وكما لحن كلمة لصالاح بن البادية، وما نسيناك الفنان احمد الجابري، وحنين ياليل لزيدان. ولموصلي اسهامات مختلفة في مجال الموسيقي كالعزف المنفرد على الالات والموسيقي الكلاسيكية، وله عدة أعمال في مجال الموسيقي الالكترونية.

## مهرجانات
شارك الموصلي في مهرجانات محلية وعالمية واقليمية، منها المهرجان الغنائي الأول، 1978_1979 م، ومهرجان الاغنية العربية بليبيا 1979 ومهرجانا روما الالات النفخ 1987، ومهرجان الاخوة السوداني المصري 1976م
وكما شارك في اسيا في مهرجان كوريا الشمالية، ومهرجان في روسيا وغيرها من الدول. مهرجان التاليف الموسيقي 2002 انديانا اميركا، مهرجان  اوهايو     التاليف الموسيقي 2004 ايوا سيتي، مهرجانات للموسيقي الكلاسيكية

## المؤلفات
1. ↑  "بالصورة..الموسيقار يوسف الموصلى يصل الخرطوم للمشاركة فى (أغاني وأغاني)". موقع سودانا فوق اونلاين. 8 أبريل 2017. مؤرشف من الأصل في 2019-12-21. اطلع عليه بتاريخ 2019-12-21.

يمتلك الوصلي عدد كبير من المؤلفات الموسيقية منها سلسلة التحليلات بمجلة الإذاعة والتلفزيون السودانية 1976_ 1979م وايضا فحة واحة فنون بجريدة الخرطوم وعدد من الكتيبات.

## مساهمات
كما عرف الموصلي بشجيعه للفنانين الشباب  وتحدث عن الفنان الشاب معتز صباحي وقال انه فنان بمعني الكلمة ()ومكتبتي تحت امره في أي وقت  وشارك الموصلي في برنامج بعنوان المايستروا  ووجد تفاعلا من الجمهور وكان الموصلي ارسلة رسالة إلى الفنان معتز صباحي وصفه فيها بالفنان العالمي